# Arthur de Bussières
Pour les articles homonymes, voir de Bussières.
Arthur de Bussières, (20 janvier 1877 - 7 mai 1913) est un poète québécois.

## Biographie
Né à Montréal de parents pauvres, Arthur de Bussières étudie à l'école Saint-Jean-Baptiste auprès des clercs de Saint-Viateur. Quittant la demeure familiale en 1895, il travaille d'abord comme peintre en bâtiment et décorateur de vitrines de magasin. Ses premiers poèmes sont publiés dans Le Monde illustré dès septembre 1896.
Il devient membre de l'École littéraire de Montréal le 1er octobre 1896 après y avoir présenté trois de ses poèmes. Il est l'ami des poètes Émile Nelligan et Charles Gill. Il quitte cette école en 1900 mais revient en 1910. Il est surtout ami avec Henry Desjardins, à qui il dédie le poème Réminiscences. Cette amitié est réciproque : « Henry Desjardins, profitant d'une absence prolongée de son ami, lit, à la session du 22 avril 1898 de l'École littéraire, une critique des sonnets de A. de Bussières. ». Il était aussi lié avec Joseph Melançon, qui lui dédie le poème Somnium. 
Collaborateur aux soirées du Château de Ramezay, sa période littéraire est brève. Trois de ses poèmes sont publiés dans Le Petit Messager du Très Saint-Sacrement édité par Louis Dantin puis repris dans Franges d'autel (1900). 
A. de Bussières publie ses poèmes dans plusieurs revues québécoises de son époque : Le Monde illustré (24 poèmes entre le 5 septembre 1896 et le 8 février 1902), Le Passe-temps (20 poèmes entre le 30 octobre 1897 et le 27 septembre 1913), L'Avenir (deux poèmes entre le 4 et 9 novembre 1900), L'Étudiant (un poème le 13 avril 1901), La Revue populaire (six poèmes entre septembre 1908 et juillet 1914), Les Débats (six poèmes entre le 10 décembre 1899 et le 7 avril 1901), L'Alliance nationale (quatre poèmes entre mars 1897 et décembre 1906), Anthologie des poètes canadiens (trois poèmes en 1920).
L'ensemble de ses poèmes sera repris en volume près de vingt ans après sa mort, dans le recueil Les Bengalis, dû à Casimir Hébert, qui a reçu le cahier portant ce même titre des mains de la sœur du poète, Madame Wilfrid Massie. Le recueil compte au total 61 poèmes, dont la production s'échelonne ainsi : six en 1896, dix-huit en 1897, onze en 1898, douze en 1899, neuf en 1900, une en 1910, deux en 1911, deux en 1912.
A. de Bussières excellait dans le sonnet, mais avait plus de difficulté avec la prose, selon le journaliste Olivar Asselin. Poète infortuné, ayant connu sa bohème, il lisait Baudelaire, Hérédia, Leconte de Lisle et Maurice Rollinat.
Décédé en 1913, il reçoit une place dans l'Anthologie des poètes canadiens de Jules Fournier en 1920. 
Il est passé dans l'oubli pendant un certain temps, mais il a été redécouvert grâce aux nombreuses études sur Nelligan.

## Publications
- Les Bengalis, avec des textes inédits d'Arthur de Bussières ; présentation, chronologie, bibliographie, notes, par Robert Giroux, Sherbrooke, Cosmos, 1975